# Rajon Rowenky
Der Rajon Rowenky (ukrainisch Ровеньківський район/Rowenkiwskyj rajon; russisch Ровеньковский район/Rowenkowski rajon) ist ein ukrainischer Rajon mit etwa 290.000 Einwohnern. Er liegt in der Oblast Luhansk und hat eine Fläche von 2088 km², der Verwaltungssitz befindet sich in der namensgebenden Stadt Rowenky.
Er ist derzeit durch die Volksrepublik Lugansk besetzt und steht somit nicht unter ukrainischer Kontrolle, aus diesem Grund besteht der Rajon nur de jure und nicht de facto.

## Geographie
Der Rajon liegt im Süden der Oblast Luhansk und grenzt im Nordwesten an den Rajon Altschewsk, im Nordosten an den Rajon Luhansk, im Osten an den Rajon Dowschansk, im Süden an Russland (Oblast Rostow, Rajon Kuibyschewo) sowie im Südwesten und Westen an den Rajon Horliwka (in der Oblast Donezk gelegen).

## Geschichte
Der Rajon entstand am 17. Juli 2020 im Zuge einer großen Rajonsreform durch die Vereinigung des Rajons Antrazyt mit den bis dahin unter Oblastverwaltung stehenden Städten Rowenky, Krasnyj Lutsch (Chrustalnyj) und Antrazyt.

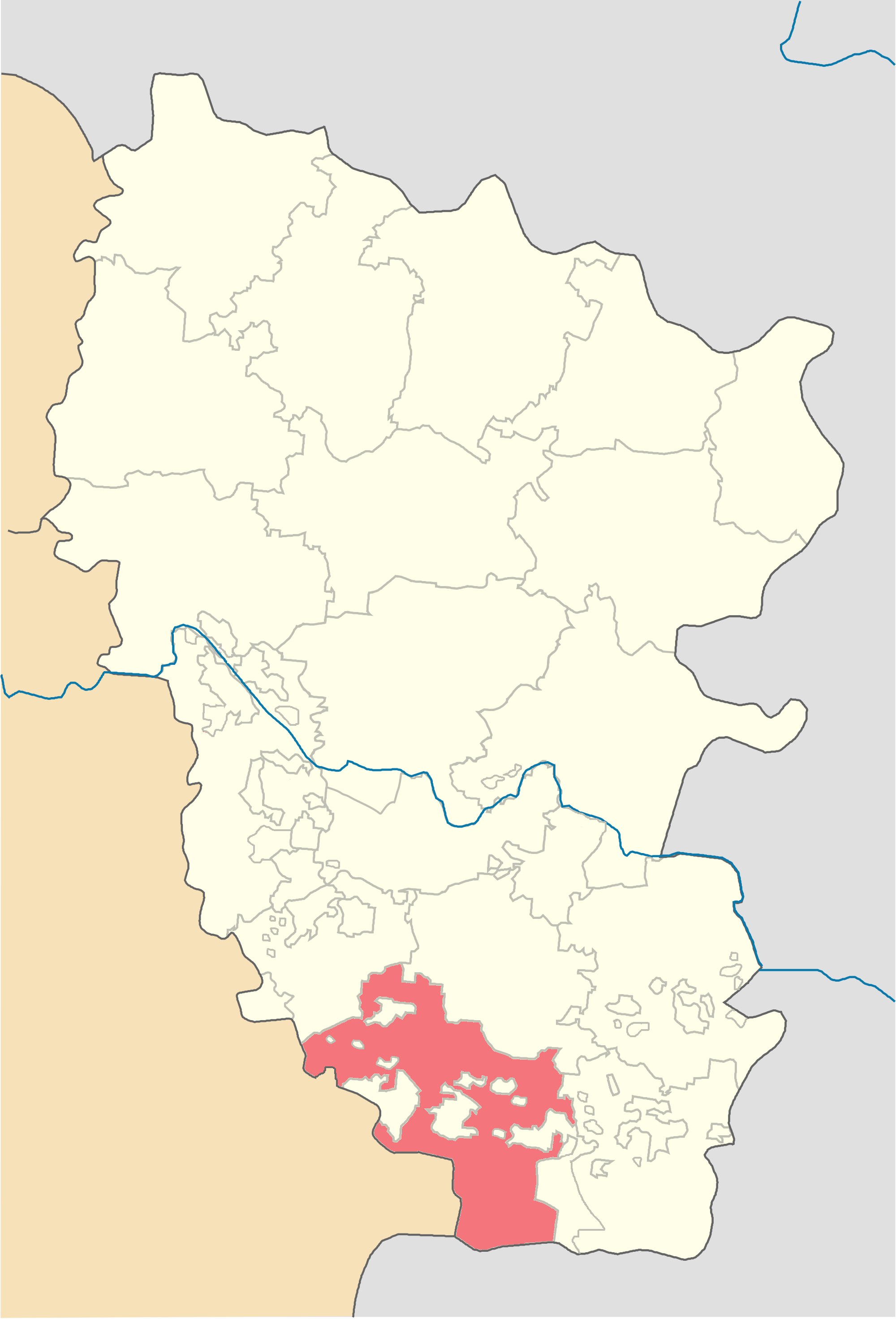
Rajon Antrazyt bis Juli 2020
Rajonsgebiet ab Juli 2020

## Administrative Gliederung
Auf kommunaler Ebene ist der Rajon in 3 Hromadas (3 Stadtgemeinden) unterteilt, denen jeweils einzelne Ortschaften untergeordnet sind.
Zum Verwaltungsgebiet gehören:
- 6 Städte
- 26 Siedlungen städtischen Typs
- 37 Dörfer
- 25 Ansiedlungen

Die Hromadas sind im Einzelnen:
- Stadtgemeinde Rowenky
- Stadtgemeinde Antrazyt
- Stadtgemeinde Chrustalnyj (Krasnyj Lutsch)